# Улица Александры Монаховой
Улица Александры Монаховой (название с 23 мая 2013 года) — улица на территории поселения Сосенское Новомосковского административного округа города Москвы. Магистральная улица районного значения проходит через посёлок Коммунарка и соединяет Калужское шоссе и Проектируемые проезды № 941 и 7048.

## Происхождение названия
Названа 23 мая 2013 года в честь А. Н. Монаховой (1914—1999), директора племзавода «Коммунарка» (1960—1986), Героя Социалистического труда.

## История

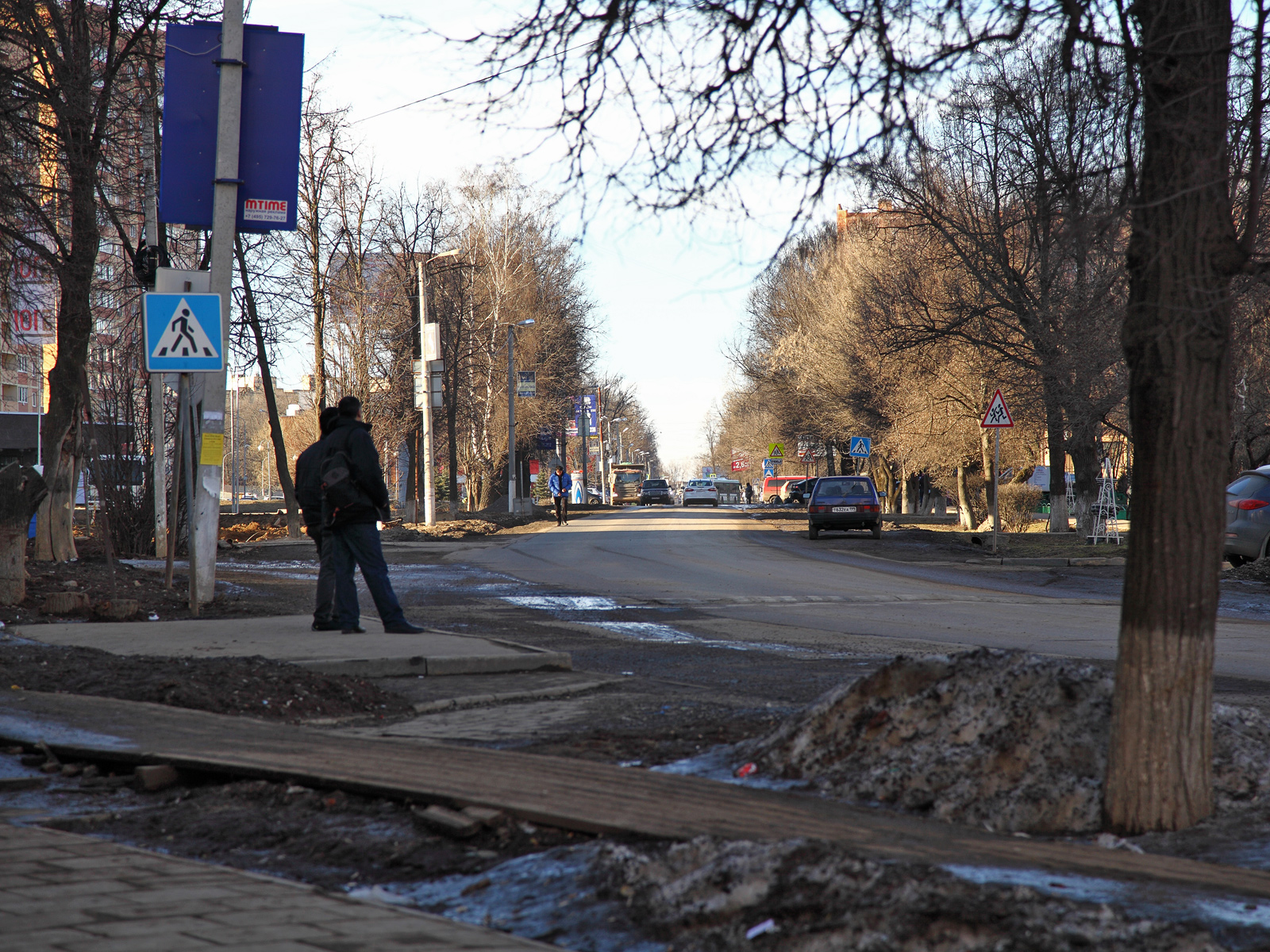
Улица Александры Монаховой в поселке Коммунарка до начала реконструкции.

Изначально дорога была тупиковым ответвлением от Калужского шоссе для обслуживания посёлка Коммунарка и одноимённого совхоза. В связи с активной застройкой посёлка возникла необходимость проведения реконструкции улицы.
В 2014—2015 реконструкция была проведена, с продлением дороги до района Южное Бутово. В результате улица была расширена с 2-х до 4-6 полос. 1 июля мэр Москвы Сергей Собянин принял участие в открытии дороги после реконструкции.
В январе 2023 года был открыт путепровод улицы Александры Монаховой на пересечении со строящимся участком трассы «Солнцево — Бутово — Варшавское шоссе» и строящимся наземным участком Сокольнической линии метро до станции «Потапово».

## Галерея

Вид с бутовской части улицы в сторону Коммунарки
Ворота бывшего совхоза Коммунарка, переоборудованные в главный вход в Липовый парк
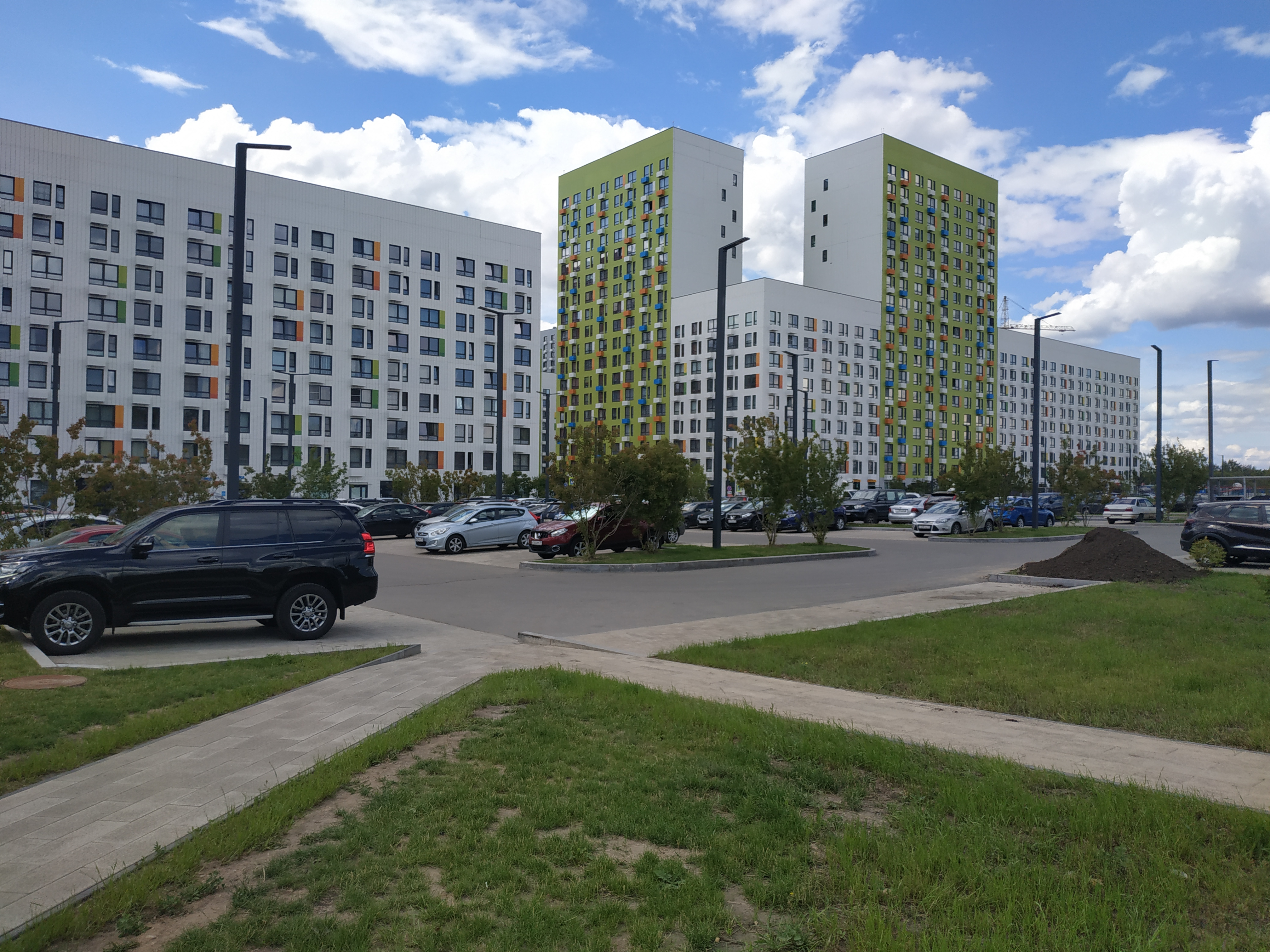
Типовая застройка бутовской части (дом 92, ГК ПИК)
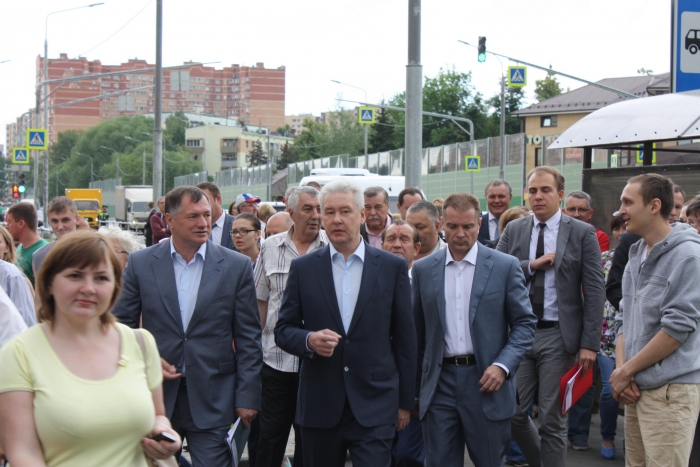
Мэр Москвы Сергей Собянин на открытии улицы Александры Монаховой в поселке Коммунарка после реконструкции

## Транспорт
- Автобус № 313 от 2-го микрорайона Южного Бутова (ул. Венёвская) →  Филатов Луг
- Автобус № 288 от Станции Бутово → Микрорайон Эдальго.
- Автобус № 895 от станции метро «Тёплый стан» до 2-го микрорайона Южного Бутова.
- Автобус № 1040 от остановки «МКГЗ» до остановки «Ватутинки».
- Автобус № 895к от метро «Тёплый стан» до посёлка Коммунарка без заезда в Южное Бутово.[5]
- Маршрутное такси № 895 от станции метро «Тёплый стан» → Скандинавский бульвар.
- Маршрутное такси № 1170 от Метро Бульвар Адмирала Ушакова → Метро Тёплый Стан (Северный вестибюль).
- Маршрутное такси «Ашан — Коммунарка» от Метро Бульвар Адмирала Ушакова → Мега — Ашан.
- Ближайшие станции метро —  Ольховая,  Новомосковская,  Потапово и  Бунинская аллея.